# Syllepte attenualis
Syllepte attenualis là một loài bướm đêm trong họ Crambidae.